# Kenneth Appel
Kenneth Appel, född 8 oktober 1932 i Brooklyn, New York, USA, död 19 april 2013 i Dover, New Hampshire, var en amerikansk matematiker vid University of Illinois. År 1976 bevisade han tillsammans med Wolfgang Haken den berömda fyrfärgssatsen. Beviset var det första större exemplet på intensiv användning av datorprogram vid matematiska bevis, vilket gjorde att många matematiker till en början var skeptiska till beviset.

## Biografi
Appel växte upp i Queens, New York, och var son till ett judiskt par, Irwin Appel och Lillian Sender Appel. Han arbetade som aktuarie under en kort tid och tjänstgjorde sedan i den amerikanska armén i två år i Fort Benning, Georgia och i Baumholder, Tyskland. År 1959 gifte han sig med Carole S. Stein i Philadelphia. Paret flyttade till Princeton, New Jersey, där Appel arbetade för Institute for Defense Analyses från 1959 till 1961. Hans huvudsakliga arbete vid Institutet för försvarsanalyser var att forska inom kryptografi. Mot slutet av sitt liv, 2012, valdes han till hedersledamot i American Mathematical Society. Han dog 2013 i Dover, New Hampshire efter att ha diagnostiserats med matstrupscancer i oktober 2012.
Kenneth Appel var också kassör i Strafford County Democratic Committee. Han spelade tennis i början av 50-talet. Han var en livslång frimärkssamlare, en spelare av spelet Go och hade brödbakning som hobby. Han och Carole hade två söner, Andrew W. Appel, en känd datavetare, och Peter H. Appel, och en dotter, Laurel F. Appel, som dog den 4 mars 2013. Han var också medlem i Dovers skolstyrelse från 2010 till sin död.

## Karriär och vetenskapligt arbete
Appel tog 1953 sin kandidatexamen vid Queens College. Efter att ha tjänstgjort i armén studerade han på University of Michigan där han tog sin masterexamen 1956 och senare sin doktorsexamen 1959. Roger Lyndon, hans doktorandhandledare, var en matematiker vars huvudsakliga matematiska inriktning var gruppteori.
Efter att ha arbetat för Institute for Defense Analyses började Appel 1961 arbeta vid matematikavdelningens fakultet vid University of Illinois som biträdande professor. Där forskade han i gruppteori och beräkningsteori. År 1967 blev han docent och 1977 befordrades han till professor. Det var medan han var vid detta universitet som han och Wolfgang Haken bevisade fyrfärgssatsen. För deras arbete och bevis av denna sats tilldelades de senare Delbert Ray Fulkerson-priset, 1979, av American Mathematical Society och Mathematical Programming Society.
Vid University of Illinois handledde Appel fem doktorander. Varje doktorand hjälpte till att bidra till det arbete som citerades på Mathematics Genealogy Project.
År 1993 flyttade Appel till New Hampshire som ordförande för matematikavdelningen vid University of New Hampshire, där han 2003 gick i pension som professor emeritus. Efter sin pensionering arbetade han som volontär i Dovers och södra Maines offentliga skolor i program för elever med särskild matematikbegåvning. Han ansåg "att eleverna borde ges möjlighet att studera matematik på en nivå motsvarande deras förmåga, även om den ligger långt över deras betygsnivå."

### Fyrfärgssatsen
Appel är känd för sitt arbete inom topologi, den gren av matematiken som utforskar vissa egenskaper hos geometriska figurer. Hans största prestation var att bevisa fyrfärgssatsen 1976 med Wolfgang Haken.
Först var många matematiker missnöjda med det faktum att Appel och Haken använde datorer, eftersom detta var nytt för den tiden, och till och med Appel sa: "De flesta matematiker, även så sent som på 1970-talet, hade inget verkligt intresse av att lära sig om datorer. Det var nästan som om vi som tyckte om att leka med datorer gjorde något icke-matematiskt eller suspekt.” Det faktiska beviset beskrevs i en artikel lika lång som en typisk bok med titeln Every Planar Map is Four Colorable, Contemporary Mathematics, vol. 98, American Mathematical Society, 1989.

### Gruppteori
Bland Appels andra publikationer finns en artikel, tillsammans med P.E. Schupp, med titeln Artin Groups and Infinite Coxeter Groups. I denna artikel introducerade Appel och Schupp fyra satser som är sanna för Coxeter-grupper och bevisade att de också var sanna för Artin-grupper. Bevisen för dessa fyra satser använde "resultaten och metoderna för liten annulleringsteori".

## Utmärkelser och hedersbetygelser
- Fulkersonpriset,  1979[7]
- Fellow of the American Mathematical Society,  2013[8][9]

[Redigera Wikidata]